# 飯島真理
飯島真理（日语：／ Iijima Mari，1963年5月18日—），茨城縣土浦市出生的音樂家、聲優、女演員。

## 來歷、人物
國立音樂大學鋼琴科中輟，以成為創作歌手為目標而進入勝利娛樂接受訓練課程，不過在身邊的人的建議下參加科幻電視動畫《超時空要塞》的聲優甄選會。雖然既沒有配音經驗且對動畫不熟悉，不過青澀感與表現力被看上，提拔為作品中的偶像歌手林明美。劇中除了配音以外，並演唱（我的男朋友是飛行員）、（愛在流轉）等片中插曲，演唱時的舞步動作也是飯島自己構思的。伴隨著作品的人氣，這些歌曲與飯島的名字滲透到動畫迷之中，成為「從虛構角色中誕生出現實的歌手」此類聲優偶像的先驅。而電視版中林明美的歌曲，則收錄在動畫原聲帶與非官方合集專輯中，未另外發行單曲。
飯島真理以個人名義的出道曲是在1983年時發行的《夢色湯匙》（夢色のスプーン），此曲為同年4月起在NHK綜合頻道放映1年的動畫《湯匙伯母歷險記》的主題歌。同年，飯島以首張專輯《Rosé》正式出道，此張專輯是由坂本龍一監製。另外，飯島也擔任廣播節目《DJ小姐點歌遊行》的其中一位主持人。
1984年，飯島真理在劇場動畫《超時空要塞》中也擔任林明美一角，演唱主題歌《可曾記得愛？》（愛・おぼえていますか，安井一美作詞、加藤和彥作曲），成為個人音樂生涯最暢銷的單曲，並打入Oricon公信榜Top10排名內（兩週最高第7名），也曾上《The Best Ten》等歌唱節目中演唱數次。《可曾記得愛？》並成為動畫歌曲的其中一首名曲，後來被櫻井智、下川美娜等人翻唱。
之後飯島真理離開動畫領域，專心於歌手的演藝事業。同年發行了TBS系猜謎節目《開心動物島》片尾曲《1公克的幸福》。此歌曲也在後年成為TBS系日劇的主題歌，由近藤名奈翻唱。1987年，飯島轉到月亮唱片底下。
1989年，飯島真理與音樂製作人詹姆斯·史杜德（James Studer）結婚後移民美國，定居於洛杉磯，並與史杜德生了一對雙胞胎兒子。同年，她參與了加州搖滾樂團海灘男孩實驗性的專輯《笑容》（Smile）預計收錄曲《卡呂普索》（Calypso）的錄製工作，擔任了該曲的客座女主唱。但之後製作人放棄了該專輯的發行，因此該曲反而收錄到共同製作人之一的美國作曲家凡·戴克·帕克斯（Van Dyke Parks）的個人專輯《東京玫瑰》（Tokyo Rose）中。其後飯島以洛杉磯為據點活動但仍然呈低迷狀態，於1999年與詹姆斯離婚。之後飯島仍陸續發表自製CD等，持續個人的地下音樂活動，每年均會回日本一趟舉辦小型演唱會。即使年過50歲的現在，飯島仍然會以個人身分挑戰演員事業，充滿精力的活動中。2006年，並擔任美國版《超時空要塞》DVD的英語版林明美配音。

## Discography

### 單曲
- 夢色のスプーン／リンゴの森の子猫たち（1983年　NHK動畫「スプーンおばさん」OP・ED）
- きっと言える
- 愛・おぼえていますか／天使の絵の具（1984年　東寶電影「超時空要塞馬克羅斯 愛，還記得嗎？」主題歌・ED）
- 1グラムの幸福（TBS系クイズ「わくわく動物ランド」ED）
- セシールの雨傘（1985年）
- 遥かな微笑～黄土高原～（1986年）
- People!People!People!（1987年　日本電視台系「ワールドクイズ ザ・びっくり地球人!」ED）
- 鏡よ！鏡～I wanna marry you～（1988年）
- still（1989年）
- secret
- Don't leave me lonely tonight（1990年）
- さよならが言えない
- 僕らは天使じゃない
- Love is a miracle（1991年　富士電視台系妻たちの劇場・「家族あわせ」主題歌）
- キ・ラ・イ（1993年　關西電視台系「さんまのまんま」OP）
- Don't fade out!～フェイド・アウトはやめて！～（1994年　朝日電視台「週刊地球TV」ED）
- Is there anybody out there?（1995年）
- Forever Young～君に会いたい～（1996年　富士電視台系「上岡龍太郎にはダマされないぞ」ED）
- 三日月のカヌー（1997年　東京電視台「ねらわれた学園」主題歌）
- Friends～時空を越えて～（1997年　與櫻井智合唱　「超時空要塞馬克羅斯ＴＶ版放映15周年記念」）
- Eternal Love～光の天使より～（2002年　ゲーム「銀河天使」OP）
- Eternal Love 2003（2003年　ゲーム「銀河天使 Moonlit Lovers」OP）

### 原創專輯
- ROSE（1983年）
- blanche（1984年）
- Midori（1984年）
- KIMONO STEREO（1985年）
- Coquettish Blue（1987年）
- Miss Lemon（1988年）
- My Heart in Red（1989年）
- It's a love thing（1990年）
- Believe（1991年）
- Different Worlds（1993年）
- Love Season（1994年）
- Sonic Boom（1995年）
- Good Medicine（1996年）
- Europe（1997年）
- Rain & Shine（1998年）
- No Limit（1999年）
- Right Now（2001年）
- Silent Love（2003年）
- WONDERFUL PEOPLE（2004年）

### 企劃專輯
- Starlight,Moonshadow（1985年）
- 飯島真理SONGメモリー（1986年）-「超時空要塞馬克羅斯」的林明美全曲集
- The Christmas Song（1989年）
- For Lovers Only（1990年）
- Something Special Live（1990年）-演唱會專輯
- Merry Christmas,Melody（1990年。在「The Christmas Song」中追加兩首歌曲）
- Mari Iijima sings Lynn Minmay（2002年）

### 精選專輯
- VARIEE（1984年）
- GOLD（1986年）
- The Classics（1993年）
- Best of the Best（1995年）
- Mari picks "The Ultimate Collection"（2005年）

## 樂曲提供
- 小川範子 - 『もう一度会いたい』
- 小泉今日子 - 『二人』
- 齊藤由貴 - 『親知らずが痛んだ日』（作詞：田口俊）、『眠り姫』（作詞：齊藤由貴）
- 櫻井智 -　『あなたへのLove Song』、『あいたくてもあえない』『MY TOWN』（作詞：櫻井智）
- Milky Dolls（櫻井智、井上喜久子、三石琴乃、並木のり子、今井由香） - 『Only You』（ゲーム『MACROSS DIGITAL MISSION VF-X』主題歌）

## 外部連結
- Mari Iijima Official Website - MariMusic.com （页面存档备份，存于）